# Efígie

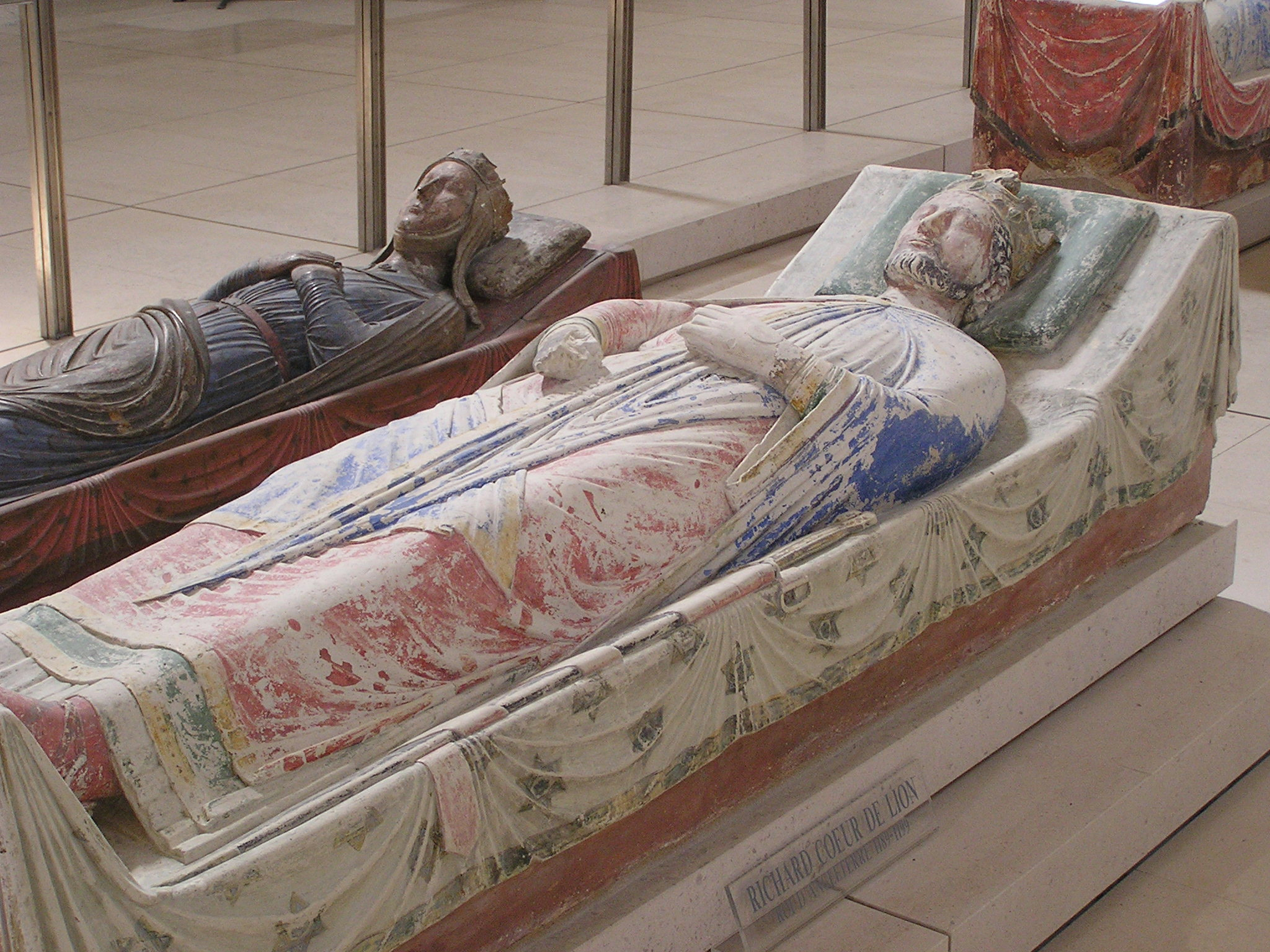
Estátuas jacentes medievais de Ricardo Coração de Leão e Isabel de Angoulême na Abadia de Fontevraud

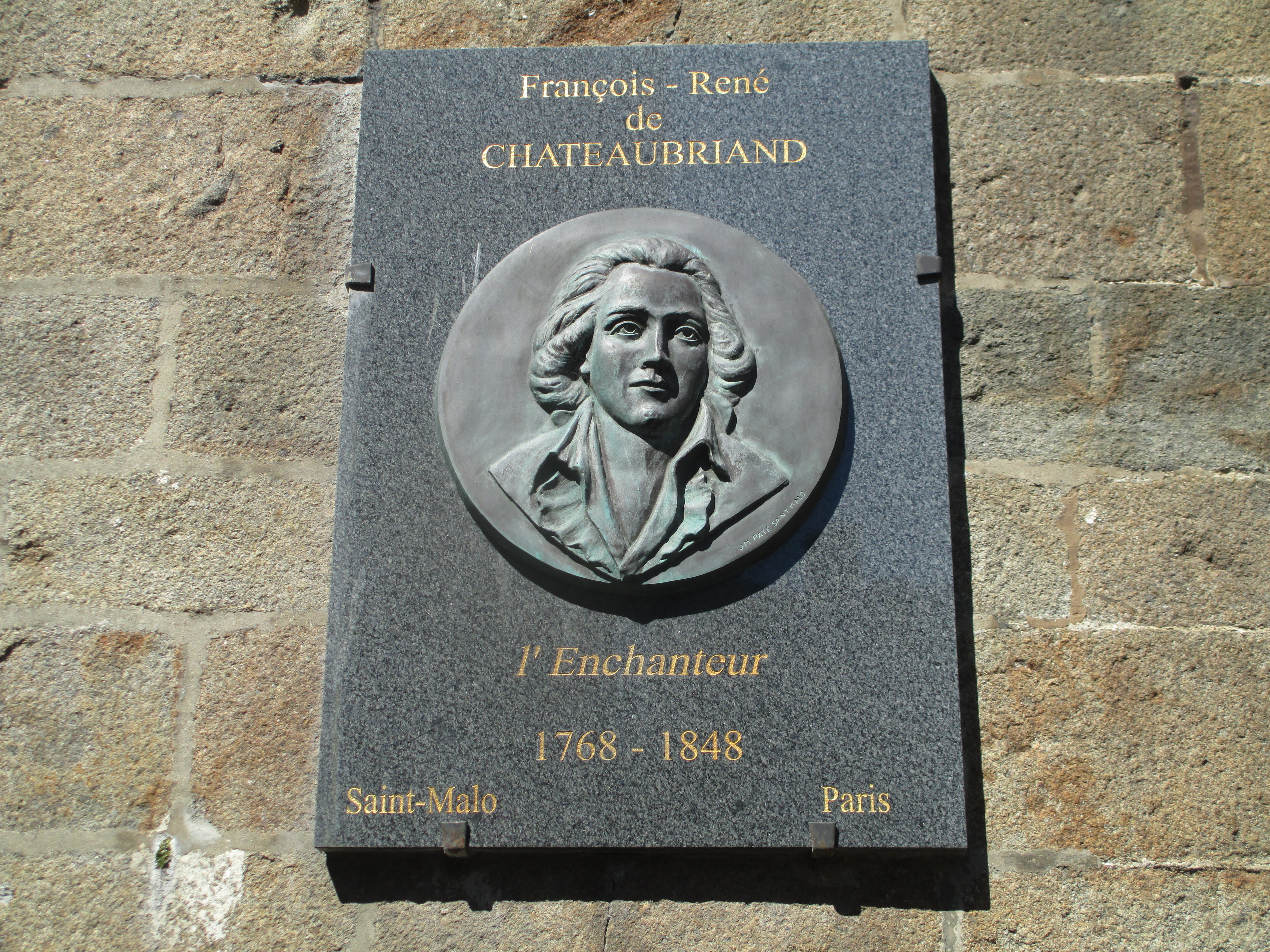
Efígie do escritor francês François-René de Chateaubriand.

Efígie é uma representação de uma pessoa numa moeda, pintura ou escultura.
Efígie também é o termo usado para se referir a um busto, tal como os encontrados em papel-moeda e moedas, representando monarcas, políticos e outras personagens históricas importantes.